# Toliejai
Toliejai è una città del distretto di Molėtai, della contea di Utena, nell’est della Lituania. Secondo un censimento del 2011, la popolazione ammonta a 379 abitanti.
Non è molto distante da Molėtai e Suginčiai.
Costituisce il centro principale dell’omonima seniūnija.

## Storia
Il villaggio viene menzionato per la prima volta in atti ufficiali nel 1554. Nel 1664 l’insediamento acquisì valore tanto da diventare il centro amministrativo più abitato dell’area (ancora oggi è a capo dell’omonima seniūnija).
In epoca sovietica, Toliejai divenne sede di fattorie collettive, con un grande allevamento di suini. Attualmente tali strutture sono state quasi tutte abbandonate, con un ridotto numero di fattorie ancora operative.

## Galleria d’immagini

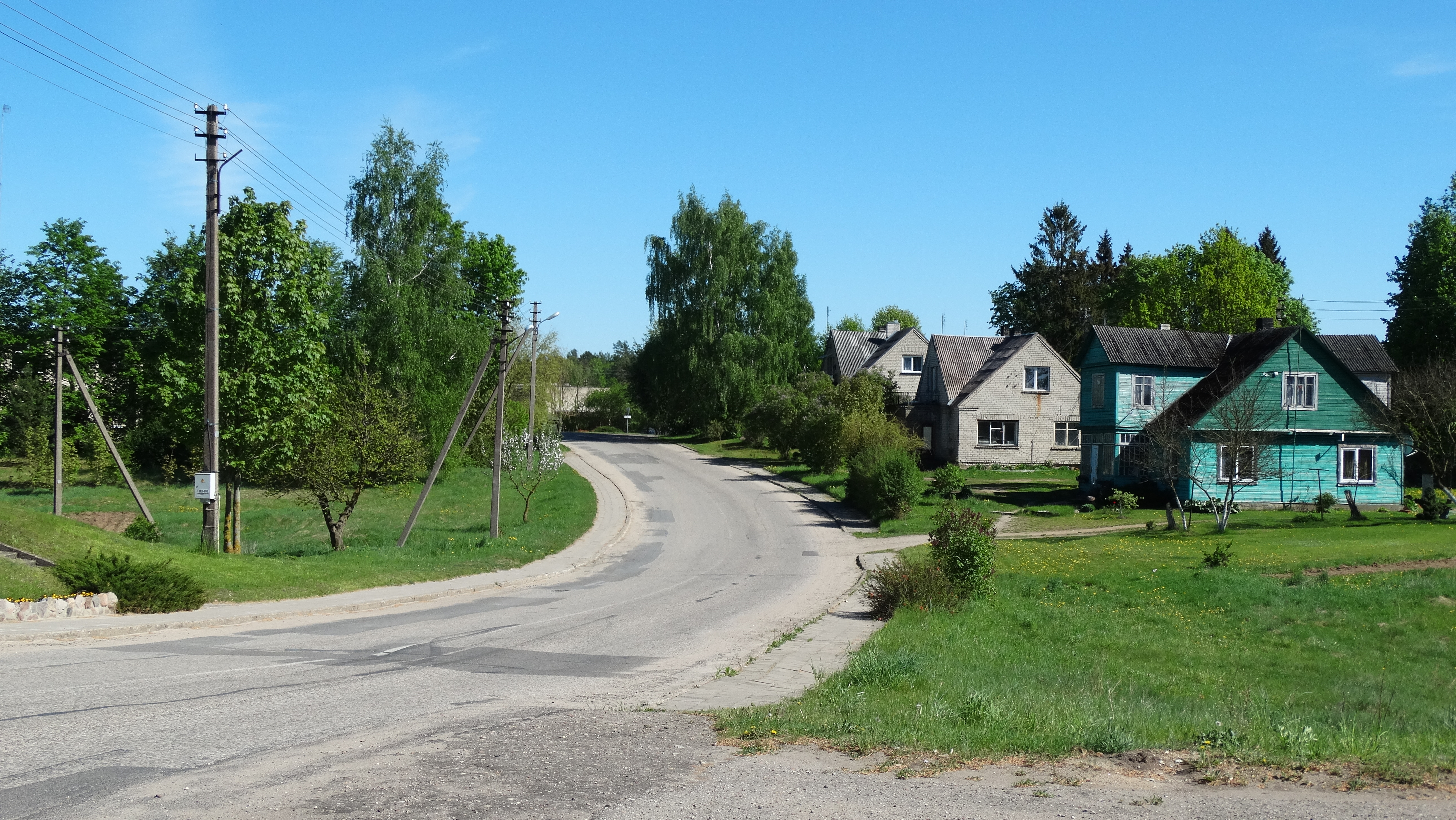
Strada
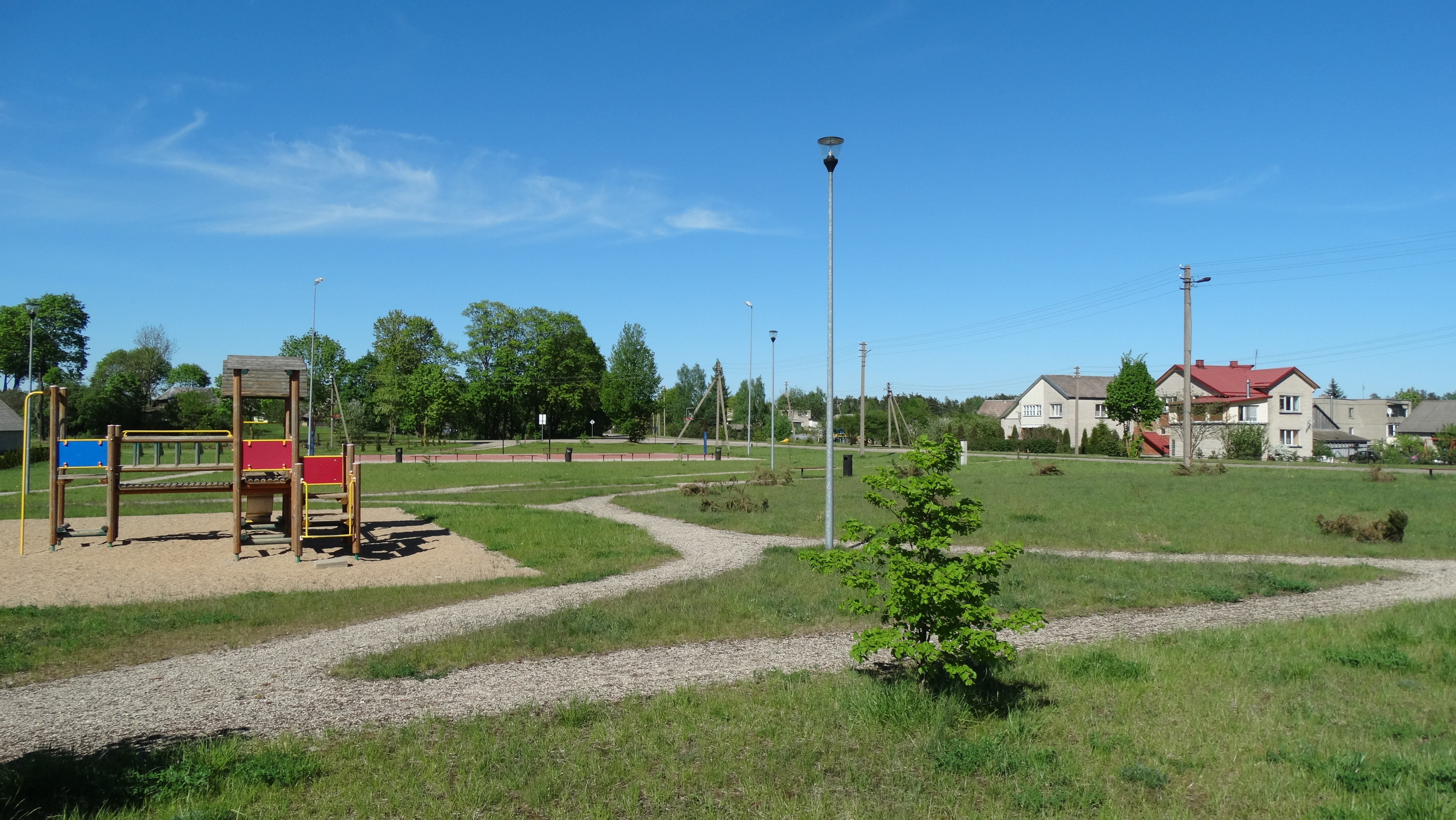
Parco giochi
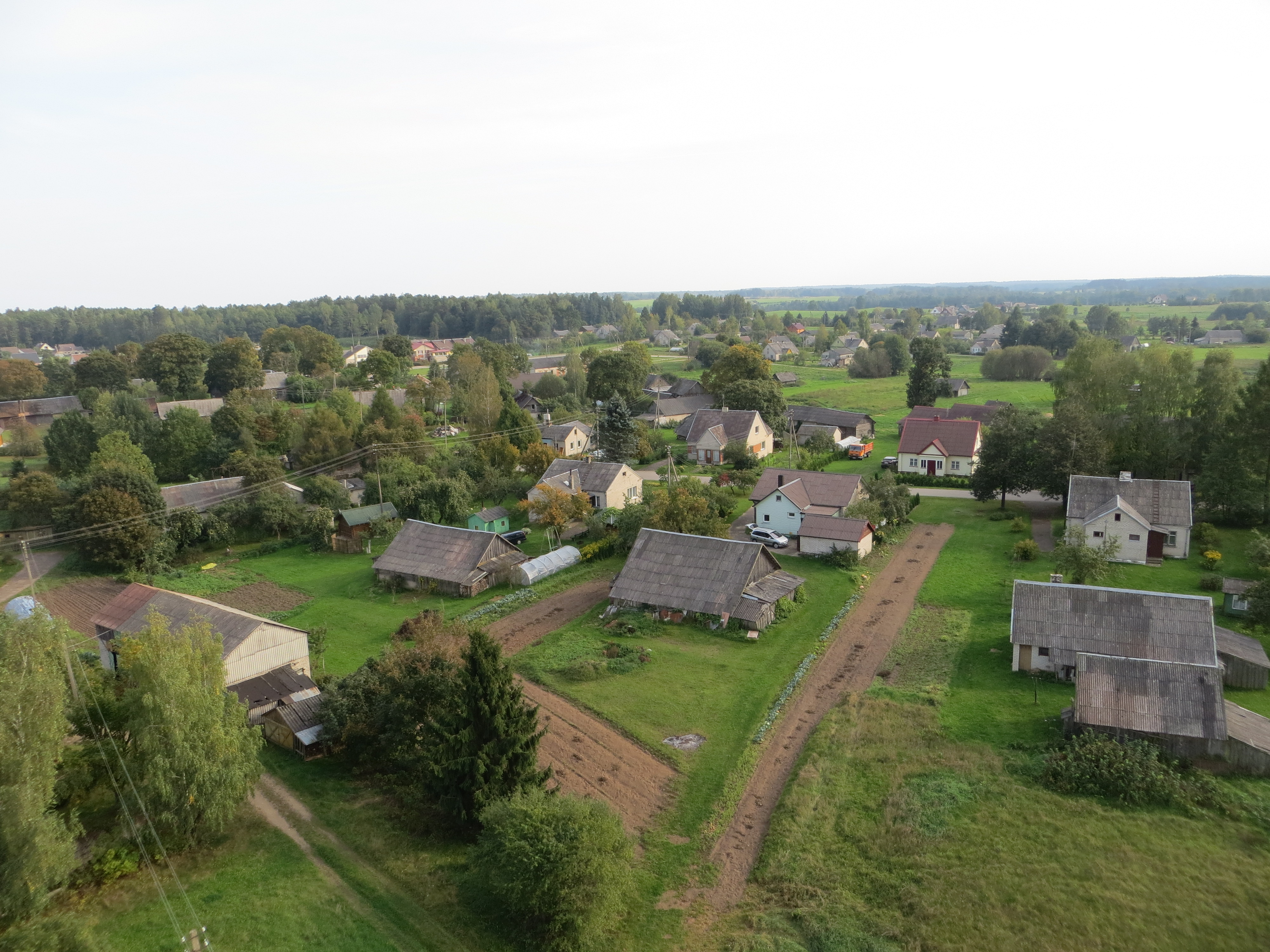
Vista dall’alto